# Молитовский мост

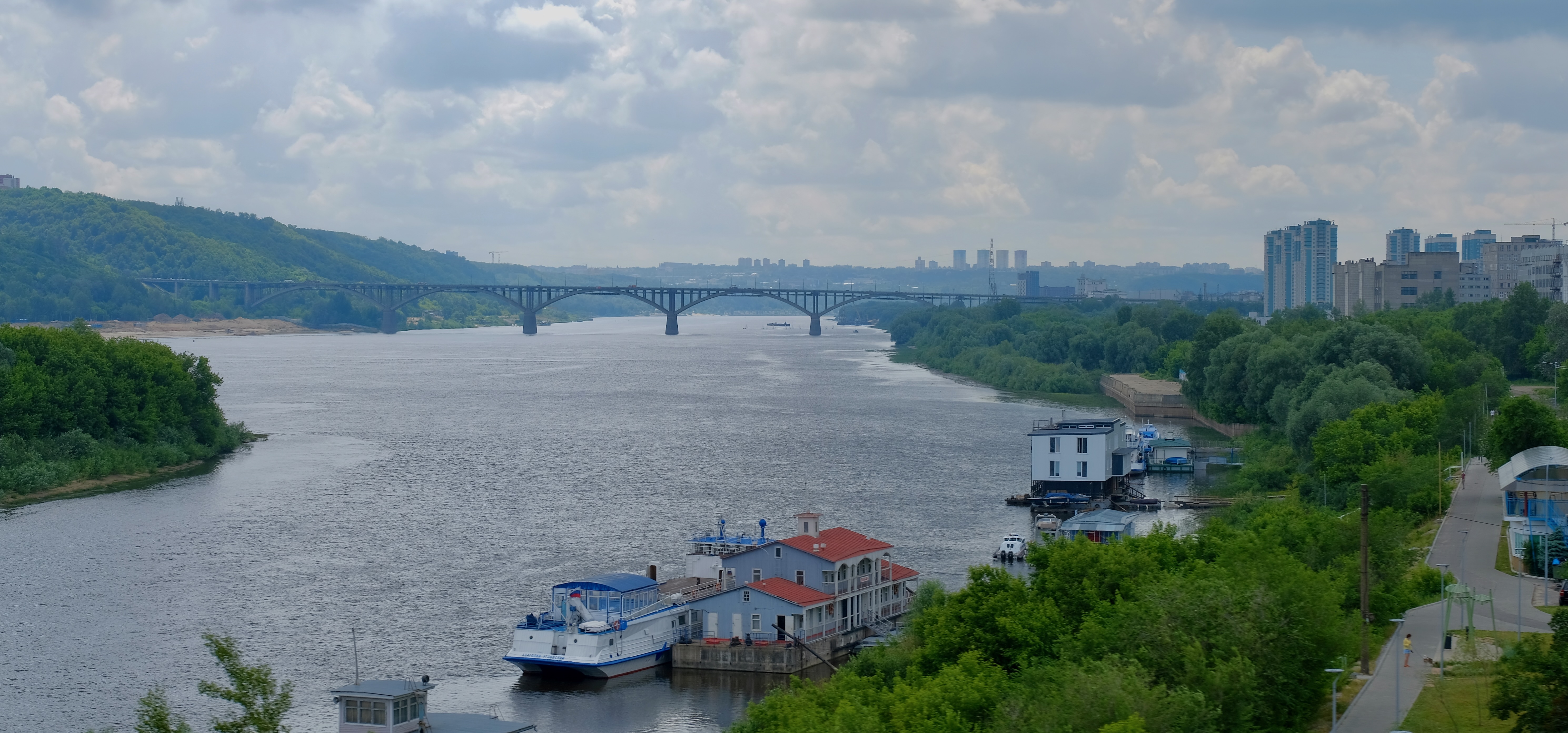
Вид на Молитовский мост с Метромоста

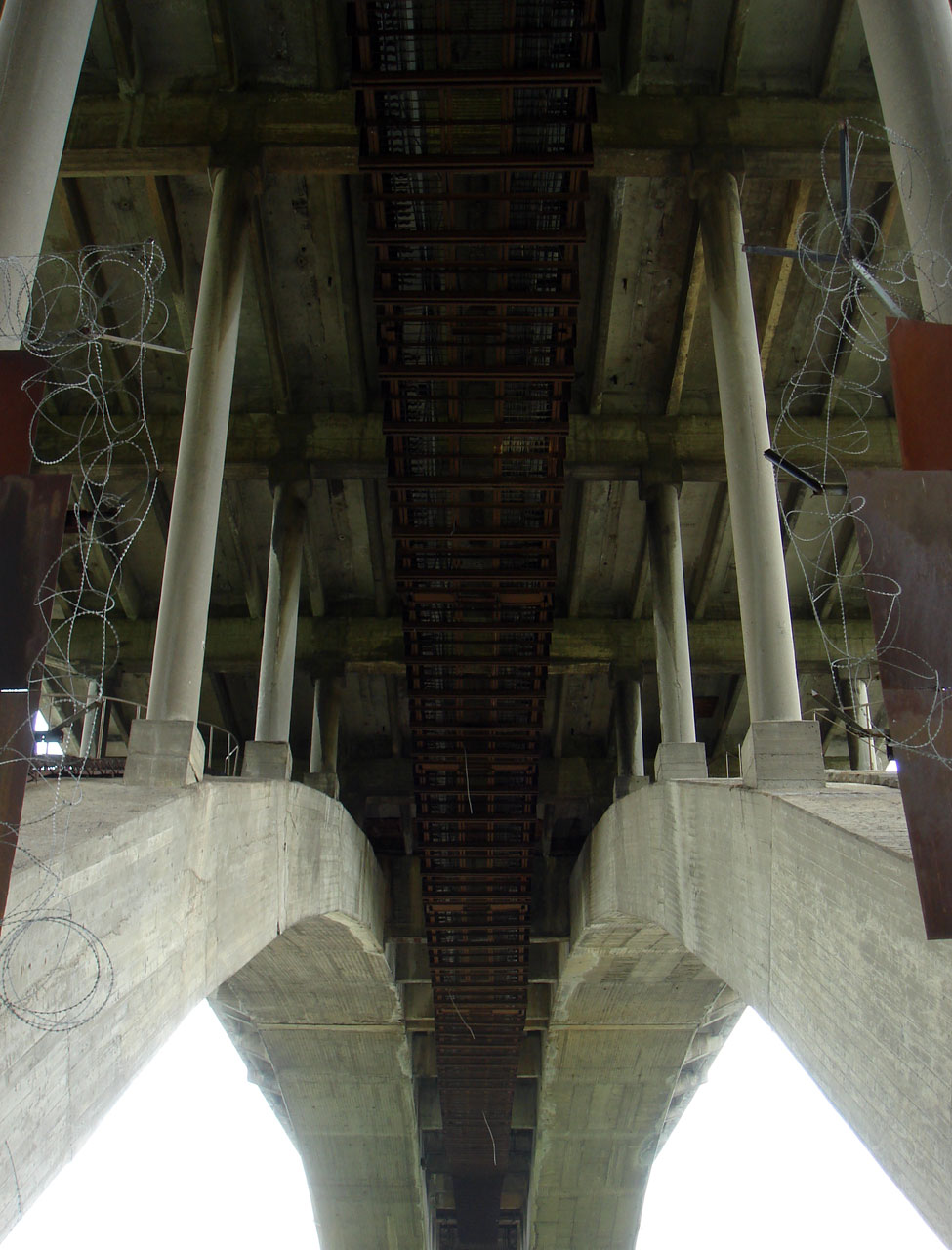
Арки моста

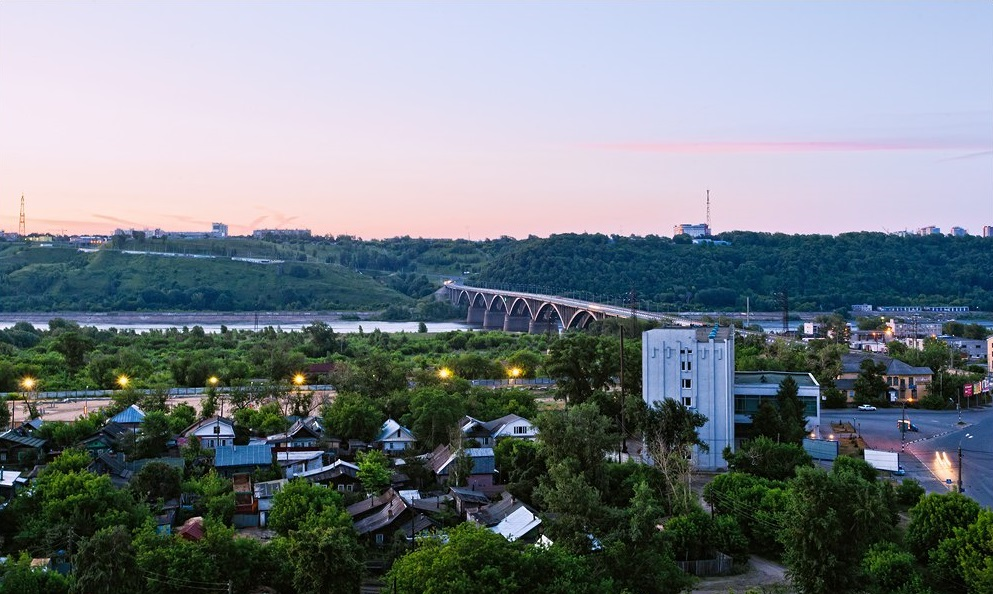
Вид на Молитовский мост из Заречной части города

Моли́товский мост — мост через реку Оку в Нижнем Новгороде. Соединяет Нагорную часть города с Заречной.
С 18 апреля 2009 года единственный в городе мост, по которому осуществляется трамвайное движение.

## Технические характеристики
Длина моста 951,2 метров, ширина — 21 метр. По мосту проходит два действующих трамвайных пути.

## История
Введён в эксплуатацию 5 ноября 1965 года. Строительство моста осуществляла компания «Мостотрест».
На мост была перенесена трасса М7, которая проходила по нему до открытия следующего — Мызинского моста.
В 1997—1999 годах проведена частичная реконструкция моста: столбы освещения (на них же подвешена контактная сеть) перенесены на центр моста, также по центру моста смонтирована разделительная железобетонная полоса, заменена гидроизоляция, реконструированы деформационные швы, уложено новое трамвайное полотно.
В 2011 году для предотвращения пробок был реконструирован спуск к Молитовскому мосту — Окский съезд, справа от трамвайных путей были пристроены две дополнительные полосы для автотранспорта.
28 мая 2016 года мост был закрыт на ремонт. Силами муниципального предприятия «Нижегородэлектротранс» произведена замена трамвайного полотна. Использовались рельсы Новокузнецкого комбината. Стоимость работ составила 259 млн рублей, подрядчик — ЗАО «Ирмаст». Автомобильное и трамвайное движение по мосту открылось 4 ноября 2016 года. С марта по июнь 2017 года на мосту велись работы по замене ограждений.

## Современное состояние
До начала ремонта действовали ограничения:
- Максимальная масса транспортного средства — 24 тонны
- Максимальная масса для движения по второй полосе — 3,5 тонны
- Максимальная скорость — 60 км/ч.

## Транспорт
- Трамвай: 21, 27
- Автобус: А-12, А-17, А-20, А-40, А-51, А-58, А-64
- Маршрутное такси; т-29, т-81, т-83, Т-88, Т-94

## Окский съезд
До 2011 года по съезду проходили два выделенных трамвайных пути и три полосы для автотранспорта: одна на спуск, две на подъём. По мере скопления автомобилей на площади Лядова и на подъездах к ней, движение на подъём по Окскому Съезду перекрывалось сотрудниками ДПС и открывалось движение на спуск по встречным полосам. Движение трамваев по Молитовскому мосту было затруднено из-за частого включения реверсивного движения на Окском съезде.
В районе площади Лядова над Окским съездом находится виадук, по которому осуществляется проезд транспорта с метромоста на проспект Гагарина.

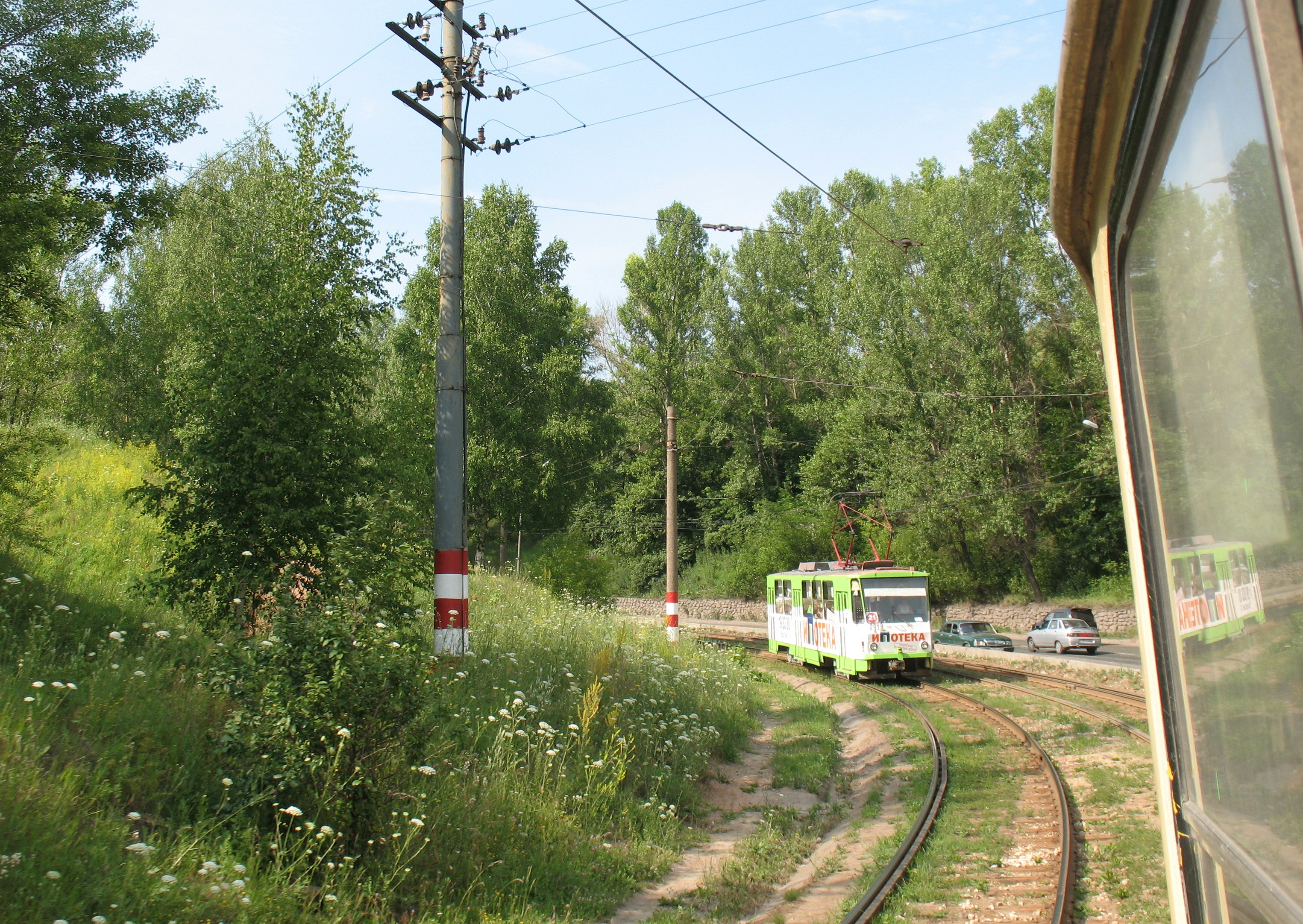
Окский съезд до расширения автодороги (2007)

В мае 2010 года в связи с закрытием Канавинского моста на Окском Съезде был проведён ремонт дорожного полотна, также были восстановлены канализационные люки, оказавшиеся на глубине до 70 см, после реконструкции Молитовского моста. Работы велись в ночное время с 23:00 до 5:00, с полным закрытием движения.

### Реконструкция
В начале 2000-х Окский съезд стал сталкиваться с проблемой ежедневных пробок. Причина этому — сужение проезжей части с 6 до 3 полос на большей части съезда, при этом для спуска автомобилей использовалась только одна полоса. Это приводило к постоянным заторам в сторону Молитовского моста.
Было предложено два основных способа решения проблемы:
- расширить съезд на узком участке до 5 полос, разобрав существующие трамвайные пути (при этом верхняя и нижняя трамвайные сети города оказались бы разорванными, а несколько популярных трамвайных маршрутов, перевозящих несколько десятков тысяч человек в день, перестали бы существовать);
- построить дополнительные полосы параллельно существующим, не затрагивая трамвайную линию. Однако этот вариант был более дорогостоящим.

В 2008 году планировалось расширить Окский съезд с сохранением трамвайных путей. Расширение должно было производиться на одну полосу в сторону склона с установкой подпирающей стенки. Предполагалось, что стоимость работ составит 500 млн рублей. В 2009 году сообщалось о возможном расширении съезда на две полосы в сторону Оки. По состоянию на апрель 2010 года велась проработка проекта. Начало работ по расширению было запланировано на август 2010 года, окончание работ — на 2011 год.
В феврале 2011 года начались земляные работы. По другую сторону существующих трамвайных путей на Окском съезде пристроены две дополнительные полосы для автотранспорта, которые используются для спуска автомобилей на мост. Существующие же три полосы предназначены для движения автомобилей в сторону площади Лядова.
Две дополнительные полосы движения введены в эксплуатацию 4 ноября 2011 года.